# 영국의 공휴일
영국의 공휴일은 다음과 같다. 다음은 전국 공휴일이며, 잉글랜드, 스코틀랜드, 웨일스 및 북아일랜드는 각 지역별 공휴일이 있다.
| 날짜              | 공휴일 이름               | 비 고                                        |
| ----------------- | ------------------------- | -------------------------------------------- |
| 1월 1일           | 새해 첫날                 | 주말에 겹치면 1월 2일이나 1월 3일을 대체휴일 |
| 3~4월 중(이동)    | 성금요일                  |                                              |
| 3~4월 중(이동)    | 이스터 먼데이             | 부활절 다음날                                |
| 5월 첫째 월요일   | 메이 데이 뱅크 홀리데이   |                                              |
| 5월 마지막 월요일 | 스프링 뱅크 홀리데이      |                                              |
| 8월 마지막 월요일 | 레이트 섬머 뱅크 홀리데이 |                                              |
| 12월 25일         | 크리스마스                | 주말인 경우 12월 27일을 대체휴일             |
| 12월 26일         | 박싱 데이                 | 주말인 경우 12월 28일을 대체휴일             |